# Trimerotropis diversellus
Trimerotropis diversellus es una especie de saltamontes perteneciente a la familia Acrididae. Se encuentra en Norteamérica.